# دراژن پتروویچ
دراژن پتروویچ (انگلیسی: Dražen Petrović؛ ۲۲ اکتبر ۱۹۶۴ – ۷ ژوئن ۱۹۹۳) یک بازیکن بسکتبال اهل یوگسلاوی بود.
از باشگاه‌هایی که در آن بازی کرده‌است می‌توان به بروکلین نتس، سیبونا زاگرب، و باشگاه بسکتبال رئال مادرید اشاره کرد.